# NGC 5921
NGC 5921 é uma galáxia espiral barrada (SBbc) localizada na direcção da constelação de Serpens. Possui uma declinação de +05° 04' 13" e uma ascensão recta de 15 horas, 21 minutos e 56,3 segundos.
A galáxia NGC 5921 foi descoberta em 1 de Maio de 1786 por William Herschel.